# جورج كوفمان
جورج كوفمان (بالإنجليزية: George Kauffman) هو مؤرخ وكيميائي أمريكي، ولد في 4 سبتمبر 1930 في فيلادلفيا في الولايات المتحدة.